# Bogislaw von Schlawe
Bogislaw von Schlawe war im 12. Jahrhundert Fürst von Schlawe-Stolp in Hinterpommern. Er war ein Angehöriger der Ratiboriden, einer Nebenlinie des in Pommern herrschenden Herzogsgeschlechts der Greifen. Über ihn ist sehr wenig bekannt.

## Leben
In einer Bulle, die Papst Gregor IX. im Jahre 1238 ausgestellt hat, werden als Verstorbene Ratoborius princeps Pomeranie ac B. filius eius („Ratibor Fürst von Pommern und sein Sohn B.“) genannt. Der genannte Ratibor wird als Ratibor I. († 1156) eingeordnet, der abgekürzte Name seines Sohnes als Bogislaw.
Bogislaw regierte in der Herrschaft Schlawe-Stolp, auch als „Land Schlawe“ bezeichnet. In der Herrschaft folgte ihm sein Sohn Bogislaw III.

## Ehe und Nachkommen
Mit wem Bogislaw verheiratet war, ist nicht überliefert. Seine Kinder waren:
- Bogislaw III. († nach 1200)
- Dobroslawa von Schlawe († nach 1200) ⚭ (I) Herzog Boleslaw von Kujawien († 1195); ⚭ (II) Grimislaw, Herr von Schwetz und Libschau († nach 1198)

Vereinzelt wurde auch Swinislawa, die Ehefrau von Herzog Mestwin I. von Pommerellen, als Tochter von Bogislaw angesehen.

## Zählung
Die Zählung der Herrscher des Greifenhauses ist seit jeher verwickelt. Von Alters her herrscht hier eine Ungleichheit, die manche Verwirrung hervorruft.
Da die Existenz dieses Bogislaws den Genealogen der frühen Neuzeit unbekannt war, die erstmals die pommerschen Herrscher namens Bogislaw mit Nummern versahen, hat dieser Bogislaw keine Nummer erhalten. Zur Unterscheidung zu den übrigen Herrschern namens Bogislaw verwendet der Historiker Martin Wehrmann (1861–1937) die Bezeichnung Bogislaw von Schlawe.